# Model (musikgrupp)
Model är ett turkiskt rockband från Izmir.

## Karriär
År 2005 startade Okan Işık, Aşkın Çolak och Can Temiz gruppen "A due Carmen". År 2007 gick Fatma Turgut och Serkan Gürüzümcü med i bandet som år 2008 bytte namn till "Model". Gruppen släppte sitt debutalbum Perili Sirk år 2009. År 2011 släpptes deras andra album Diğer Masallar. När Gürüzümcü lämnade bandet ersattes han av Burak Yerebakan.

## Diskografi

### Album
- 2009 - Perili Sirk
- 2011 - Diğer Masallar